# Pîreatîn, Dubno
Pîreatîn (în ucraineană Пирятин) este un sat în comuna Mîlcea din raionul Dubno, regiunea Rivne, Ucraina.

## Demografie
Componența lingvistică a localității Pîreatîn
     Ucraineană (99,05%)
     Alte limbi (0,95%)
Conform recensământului din 2001, majoritatea populației localității Pîreatîn era vorbitoare de ucraineană (99,05%), existând în minoritate și vorbitori de alte limbi.